# Брилиянт
„Брилиянт“ ДООЕЛ (на македонска литературна норма: „Брилијант“ ДООЕЛ) е компания от град Щип, Северна Македония.
Занимава се с производството на хранителни растителни масла (слънчогледово олио, други видове растително олио, мастни киселини, растителни восъци), млечни продукти и агнешко месо. Компанията разполага със собствени стада овце и обори в селата Сушево и Криволак.
Основана е през 1991 г. от щипския предприемач Мите Николов,. Николов е смятан за един от 50-те най-богати граждани на Република Македония. Производствените капацитети и управлението на компанията са разположени в индустриалната зона на Щип, където работят десетки служители сред тях инженери, икономисти, юристи, агрономи, ветеринари и други висококвалифицирани работници в производството..
Брилиянт е сред най-големите компании в Щип по данни за 2011 и 2012 г., като се нарежда сред 10-те най-големи компании от хранителната промишленост на Република Македония. Към 2008 г. около 70% от производвото на агнешко месо се изнася за страни от ЕС, а по данни от 2010 г. общата сума на стоките за износ възлизат на 6,1 милиона долара.
През 2018 г. фабриката е придобита от прилепската компания „Витаминка“, след период на затруднения.

## Капацитет
Компанията функционира в четири сегмента:
- производство на хранителни растителни масла;
- производство на млечни продукти и агнешко месо;
- склад и терминал за течни горива;
- митнически комплекс.

В края на 2008 г. Брилиянт купува фабриката „Звезда“ в Долна Митрополия, България, от където си осигурява суровини за производството на слънчогледово рафинирано масло.

## Признания и сертификати за качество
- ISO 9001:2000 сертификат, издаден од BSI, Лондон през 2001 г. под номер FM 65988;[1]
- сертификатот за чисто производство HACCP.[1]